# Сульфит селена
Сульфит селена — неорганическое соединение,
соль селена и сернистой кислоты
с формулой SeSO3,
зелёный или жёлтый порошок,
разлагается в воде.

## Получение
- Растворение селена в концентрированной серной кислоте:

{\displaystyle {\mathsf {Se+H_{2}SO_{4}\ {\xrightarrow {}}\ SeSO_{3}+H_{2}O}}}
- Реакция селена с триоксидом серы:

{\displaystyle {\mathsf {Se+SO_{3}\ {\xrightarrow {}}\ SeSO_{3}}}}

## Физические свойства
Сульфит селена образует зелёный или жёлтый порошок.

## Химические свойства
- Разлагается при незначительном нагревании:

{\displaystyle {\mathsf {2SeSO_{3}\ {\xrightarrow {}}\ Se+SeO_{2}+2SO_{2}}}}